# تصيد (فلم 1972)
تصيد (بالإنجليزية: Sleuth) فيلم إثارة بريطاني أمريكي لعام 1972 من إخراج جوزيف إل مانكيفيتش وبطولة لورنس أوليفييه ومايكل كين. استند سيناريو الكاتب المسرحي أنتوني شافر إلى مسرحيته الحائزة على جائزة توني Tony Award عام 1970. تم ترشيح كل من أوليفييه وكين لجوائز الأوسكار عن الأداء. كان هذا هو الفيلم الأخير لمانكيفيتش. أعطى النقاد الفيلم تعليقات إيجابية بشكل ساحق، ولاحظوا لاحقًا أوجه التشابه بينه وبين فيلم مايكل كين لعام 1982 «مصيدة الموت Deathtrap».

## طاقم التمثيل
- لورانس اوليفييه: في دور أندرو ويك
- مايكل كين: في دور ميلو تيندل
- أليك كاوثورن: في دور مفتش دوبلر
- جون ماثيوز: في دور المحقق الرقيب تارانت
- إيف تشانينج: في دور مارجريت ويك
- تيدي مارتن: في دور الشرطي هيغز[16]

## أحداث الفيلم
يعيش أندرو ويك (لورنس أوليفيه) مؤلف روايات الجريمة الناجحة، في منزل ريفي كبير مليء بالألعاب المتطورة والآليات. يدعو حبيب زوجته، ميلو تيندل (مايكل كين)، مصفف الشعر، إلى منزله لمناقشة الوضع مع ميلو، ودعوته للتخلي عن علاقته بالزوجة. يقترح أندرو أن يسرق ميلو بعض المجوهرات من المنزل، ويعوض أندرو خسائره من خلال مطالبة التأمين. يوافق ميلو ويقوده أندرو عبر مخطط مفصل لرسم عملية سطو مزيفة، وفي الختام، يسحب أندرو مسدسًا على ميلو، الذي يكتشف أن السرقة الزائفة كانت مجرد خدعة لوضعه في صورة اللص حتى يتمكن من قتله. ثم يبدو أن أندرو أطلق النار على ميلو.
بعد بضعة أيام، يصل المفتش دوبلر للتحقيق في اختفاء ميلو. يدعي أندرو أنه لا يعرف شيئًا، لكن بينما يجمع المفتش أدلة الإدانة، ينهار أندرو ويشرح خدعة السطو، ويصر على أنه تظاهر فقط بإطلاق النار على ميلو باستخدام خرطوشة فارغة وأن خصمه سقط مهانًا لكنه حيًا دون أن يصاب بأذى. بعد العثور على أدلة تدعم جريمة قتل، يعتقل دوبلر أندرو، وبينما أندرو على وشك الانتقال إلى مركز الشرطة، يكشف المفتش دوبلر عن نفسه على أنه ميلو المتنكر ببراعة فائقة، حيث أتى للإنتقام من أندرو.
يبدو أن النتيجة متساوية حتى يعلن ميلو أنهم سيلعبون لعبة أخرى تنطوي على جريمة قتل حقيقية. يقول ميلو إنه خنق الشابة تيا عشيقة أندرو وزرع أدلة إدانة في جميع أنحاء منزل أندرو، ويخبره أن الشرطة ستصل قريبا. يرفض أندرو ادعائه، لكنه يتصل بتيا للتأكد، وتبلغه رفيقة تيا في السكن، وهي تبكي أن تيا ماتت. يبدأ أندرو في البحث في المنزل بشكل محموم عن الأدلة المزروعة. تصل الشرطة، وأندرو الأشعث يتوسل إلى ميلو أن يوقفهم بينما هو يؤمن نفسه ويبحث عن الأدلة لتدميرها. يسمع ميلو يتحدث إلى الضباط، لكن في الواقع لا توجد شرطة. يكشف ميلو بعد ذلك أنه زيف موت تايا بمساعدتها هي ورفيقة سكنها، وبالتالي خدع أندرو للمرة الثانية.
بينما يستعد ميلو للمغادرة، وهو يواصل إذلال أندرو بذكر المعلومات التي قدمتها زوجة أندرو وعشيقته، يثور أندرو ويهدد بإطلاق النار على ميلو، الذي يقول إنه توقع ذلك وقام بالفعل بالاتصال بالشرطة التي هي الآن في طريقها، إذا قتله أندرو، فسيتم القبض عليه متلبسًا. يتمادى ميلو كثيرًا عندما يسخر من شخصيات أندرو الأدبية، ولا يصدق ميلو أن أندرو سيطلق النار عليه، ولكن أندرو يطلق الرصاص ويصيبه بجروح قاتلة. تصل الشرطة ويسمع أندرو أصواتهم بالخارج وهو مذهول ومهزوم، ويحبس نفسه داخل المنزل، وبينما ميلو يحتضر، يطلب من أندرو أن يخبر الشرطة أن الأمر كان «مجرد لعبة دموية»؛ ثم يضغط على صندوق التحكم الآلي، تاركًا أندرو محاطًا بألعابه الإلكترونية بينما تحاول الشرطة الدخول.

## استقبال الفيلم
منح موقع الطماطم الفاسدة الفيلم تقييم مقداره 96% بناء على آراء 23 ناقد سينمائي.
تم ترشيح الفيلم لجوائز الأوسكار لأفضل ممثل في دور رئيسي (مايكل كين ولورنس أوليفييه)، وأفضل مخرج وأفضل موسيقى، وربح أوليفييه جائزة نقاد أفلام نيويورك لأفضل ممثل كخيار وسط بعد أن أصبح الناخبون في طريق مسدود في الاختيار بين مارلون براندو وآل باتشينو في فيلم «الأب الروحي»، بعد أن فاز ستايزي كيتش في فيلم «فات سيتي» بأغلبية في التصويت الأولي وتم تغيير القواعد التي تتطلب الأغلبية. حصل شافير على جائزة إدغار عن سيناريو الفيلم.
كان الفيلم هو الثاني الذي تم ترشيح طاقمه بالكامل (كين وأوليفييه) لجوائز الأوسكار بعد فيلم «من يخاف من فيرجينيا وولف Who's Afraid of Virginia Woolf» في عام 1966، حيث كان أول فيلم يتم ترشيح جميع الممثلين في الفيلم للجوائز. لاحظ الناقد روجر إيبرت وجانيت ماسلين وجاري أرنولد من صحيفة واشنطن بوست والعديد من مؤرخي الأفلام أوجه التشابه بين فيلم «تصيد» وفيلم مايكل كين الآخر «مصيدة الموت» عام 1982.

## وصلات خارجية
- تصيد على موقع IMDb (الإنجليزية)
- تصيد على موقع روتن توميتوز (الإنجليزية)
- تصيد على موقع ألو سيني (الفرنسية)
- تصيد على موقع Turner Classic Movies (الإنجليزية)
- تصيد على موقع أول موفي (الإنجليزية)
- تصيد على موقع بوكس أوفيس موجو (الإنجليزية)
- تصيد على موقع فيلمافينيتي (الإسبانية)
- تصيد على موقع قاعدة بيانات الأفلام السويدية (السويدية)
- تصيد على موقع قاعدة بيانات الفيلم (الإنجليزية)
- تصيد على موقع ليتربوكسد (الإنجليزية)

- Sleuth – Photos